# جرج اینسلی
جرج اینسلی (انگلیسی: George Ainsley؛ ۱۵ آوریل ۱۹۱۵ – آوریل ۱۹۸۵) یک بازیکن فوتبال اهل بریتانیا بود.
از باشگاه‌هایی که در آن بازی کرده‌است می‌توان به باشگاه فوتبال لیدز یونایتد، باشگاه فوتبال ساندرلند، باشگاه فوتبال برافورد پارک آونیو، و باشگاه فوتبال بولتون واندررز اشاره کرد.